# Alexander Hegius von Heek
Alexander Hegius von Heek, né en 1433 et mort le 7 décembre 1498, est un humaniste allemand, appelé ainsi à cause de son lieu de naissance, « Heek » en Westphalie.

## Biographie
Dans sa jeunesse il est élève de Thomas a Kempis, à ce moment-là chanoine du couvent de Sainte-Agnès à Zwolle. En 1474, il s’installe à Deventer en Hollande, où il fonde ou bien succède à la direction de l'école cathédrale qui est devenue célèbre pour le nombre de ses élèves distingués. Au nombre de ces derniers, le plus éminent est Érasme ; d'autres tels que Hermann von dem Busche (de), le missionnaire de l’humanisme, Conrad Goclenius (Gockelen), Konrad Mutian (de) dit "Conrad Mutianus (Muth von Mudt)" et le pape Adrien VI.
Ses écrits qui se présentent sous forme de poésies courtes, essais philosophiques, notes grammaticales et lettres, ont été éditées après sa mort par son élève Jacobus Faber. Elles révèlent une connaissance considérable du latin, mais moins du grec, sur la valeur duquel il a fortement insisté.
Hegius se recommande moins par ses travaux publiés que par ses contributions à la cause de l’humanisme. Il a réussi à supprimer les manuels démodés et les méthodes d'instruction médiévales, et a amené ses élèves à étudier les auteurs classiques eux-mêmes. Aidant par générosité de pauvres étudiants, il s’est ruiné bien que doté d'une fortune considérable, et à sa mort il s'était débarrassé de tout excepté ses livres et vêtements.